# ГЕС Каїнджі
ГЕС Каїнджі — гідроелектростанція у західній частині Нігерії. Розташована перед ГЕС Джебба, становить верхній ступінь каскаду на річці Нігер (дренує велику частину Західної Африки та впадає у Гвінейську затоку).
Для роботи ГЕС Каїнджі річку перекрили бетонною гравітаційною греблею висотою 64 метри та довжиною 550 метрів (разом з земляними частинами загальна довжина споруди сягає 8040 метрів). Як наслідок утворилось витягнуте по долині Нігеру на 136 км водосховище з площею поверхні 1300 км2 та об'ємом 15 млрд м3, з припустимим коливанням рівня між позначками від 129 до 141 метра НРМ. Для підтримки судноплавства наявні два послідовні шлюзи.
Розташований біля греблі машинний зал в 1968—1969 роках обладнали чотирма турбінами типу Каплан одиничною потужністю по 80 МВт. У другій половині наступного десятиліття до них додали дві турбіни по 100 та 2 турбіни по 120 МВт, що довело загальну потужність станції до 760 МВт. ГЕС працює з напором від 24 до 41 метрів. Первісним проектом передбачалось встановлення 12 турбін, проте станом на 2017 рік ці плани так і не були реалізовані.
У 2013-му станцію, як і розташовану нижще по Нігеру ГЕС Джебба, передали на 20 років у концесію компанії Mainstream Energy Solutions Limited (MESL). На той час їх сукупна фактична потужність складала чверть від номінальної. За три роки цей показник вдалось підвищити до 60 %.